# Knut Hagen
Knut Hagen (Hamar, 5 maggio 1960) è un allenatore di calcio ed ex calciatore norvegese, di ruolo difensore.

## Carriera

### Giocatore

#### Club
Hagen giocò nello HamKam dal 1978 al 1991. Esordì in squadra il 30 aprile 1978, nella vittoria per 2-1 sul Frigg. In quella stagione, la squadra centrò la promozione nella massima divisione norvegese. Hagen poté così debuttare nella 1. divisjon in data 22 aprile 1979, nel pareggio a reti inviolate contro il Lillestrøm.

#### Nazionale
Conta 8 presenze per la Norvegia under 21. La prima di queste la disputò il 29 aprile 1981, nella sconfitta per 1-0 contro la Svezia under 21.

### Allenatore
Hagen fu tecnico dello HamKam dal 1996 al 1997. Nel 1997, però, lavorò in coppia con Ivar Hoff.